# Palpita adealis
Palpita adealis är en fjärilsart som beskrevs av Paul Dognin 1905. Palpita adealis ingår i släktet Palpita och familjen Crambidae. Inga underarter finns listade i Catalogue of Life.